# 쿠바의 음악
다음은 쿠바의 음악에 관한 설명이다.
쿠바에서는 원주민이 일찍 멸망했기 때문에 그들의 음악유산은 전혀 흔적이 남아 있지 않다. 그리하여 쿠바의 음악은 라틴 음악의 3요소 중 에스파냐계와 흑인계의 두 요소로 합성되어 있다.   흑인음악의 영향이 강하기 때문에 쿠바의 음악에서는 타악기가 즐겨 쓰여 룸바, 맘보, 차차차와 같은 다종다양한 댄스 리듬을 낳았다.  19세기의 전반에 쿠바섬을 방문한 에스파냐의 작가 제바스티안 이라디에르는 당시 이 섬에서 유행하고 있던 하바네라의 리듬을 써서 <라 팔로마>라는 곡을 만들었다. 라틴아메리카의 리듬이 세계에 소개되기는 이것이 효시이다. 그 뒤 1930년대의 룸바, 1950년대의 맘보 등 쿠바계의 리듬이 세계적으로 유행했으나, 룸바나 맘보는 말하자면 수출용의 쿠바음악으로서 쿠바 국내에서는 그와 같은 룸바나 맘보는 전혀 돌아보지도 않았다. 쿠바에서 룸바, 맘보라고 하는 것은 우리가 알고 있는 룸바나 맘보와는 별개의 것이다.  쿠바 사람 자신이 진실로 애호한 것은, 1930년대에는 손(멕시코의 손과는 관계없음), 1940년대에는 과라차, 1950년대에는 차차차이며, 지금도 한창 유행하고 있다.